# كيم هيل (مغنية)
كيم هيل (بالإنجليزية: Kim Hill)‏ هي مغنية وكاتبة غنائية أمريكية، ولدت في 7 أغسطس 1972 في نيويورك في الولايات المتحدة.

## وصلات خارجية
- كيم هيل على موقع IMDb (الإنجليزية)
- كيم هيل على موقع ميوزك برينز (الإنجليزية)
- كيم هيل على موقع أول ميوزيك (الإنجليزية)
- كيم هيل على موقع أول ميوزيك (الإنجليزية)
- كيم هيل على موقع ديسكوغز (الإنجليزية)